# Jared Borgetti
Jared Francisco Borgetti Echavarría (Culiacán, 14 de agosto de 1973) é um ex-futebolista mexicano que atuava como atacante, é o segundo maior artilheiro da Seleção mexicana, atrás apenas de Chicharito Hernández. O jogador encerrou sua carreira em 2010.

## Carreira
Jogava com a camisa 9 da Seleção Mexicana. Fez 46 gols, recebeu seis cartões amarelos e dois vermelhos atuando pelos "Los Tricolores". É considerado por muitos uns dos melhores cabeceadores do mundo e um dos melhores futebolistas mexicanos na história tornando-se o maior artilheiro da Seleção Mexicana de Futebol, até ser ultrapassado por Chicharito Hernández.
Participou das Copas do Mundo de 2002 e 2006.

## Comentarista
Atualmente trabalha para ESPN Deportes e ESPN México como comentarista de partidas do Santos Laguna e como analista do programa Fútbol Picante.

## Títulos
Seleção Mexicana
- Copa América de 2001: Vice